# 24-й цикл солнечной активности

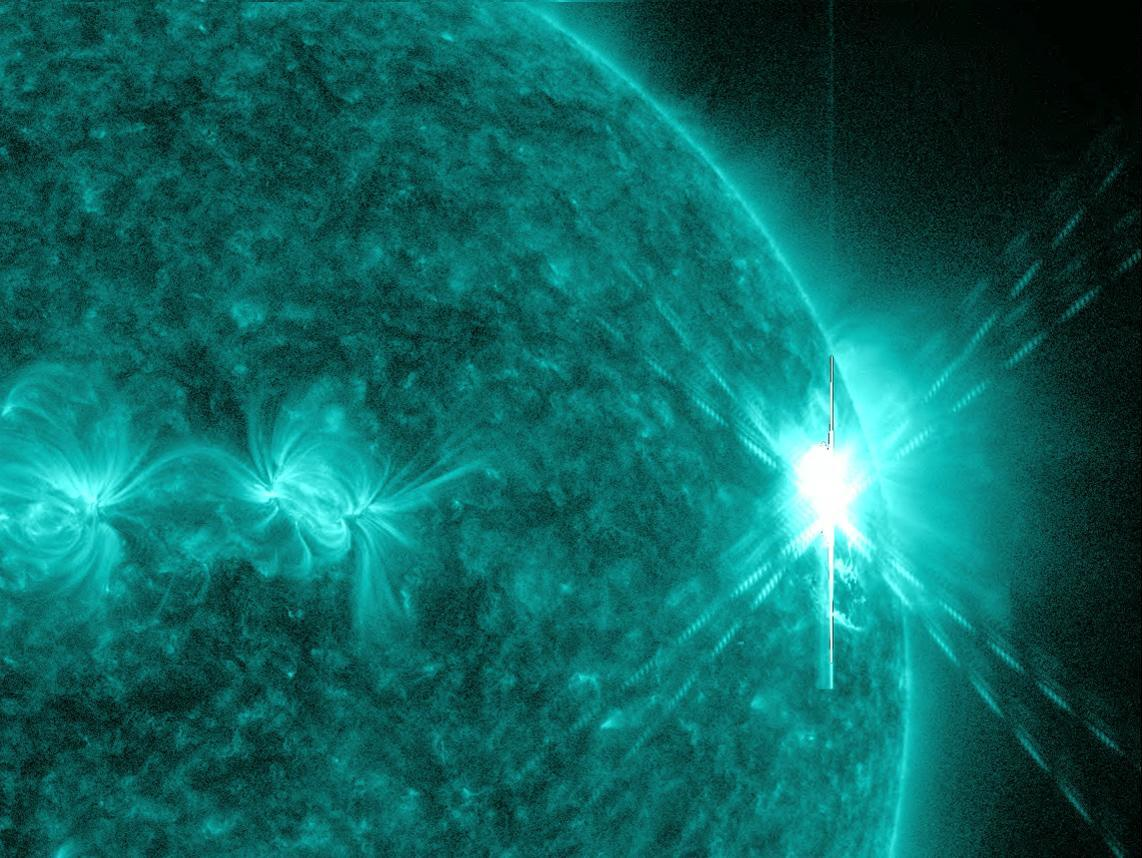
Вспышка 9 августа 2011 года. Снимок сделан на длине волны 131 Å, то есть видна исключительно солнечная корона.

24-й цикл солнечной активности — один из 11-летних циклов, который начался в январе 2009 года (по данным ИЗМИРАН, по другим данным — в декабре 2008 года или даже 4 января 2008 года, по-видимому, всё зависит от того, что понимать под началом цикла) и закончился в декабре 2019 года. Сглаженное среднемесячное число Вольфа к апрелю 2014 года достигло 116,4 и затем начало снижаться.
Наиболее значительными по пиковой интенсивности рентгеновского излучения вспышками, согласно данным спутника GOES были следующие:
| Дата                  | Балл |
| --------------------- | ---- |
| 6 сентября 2017 годa  | X9.3 |
| 10 сентября 2017 годa | X8.2 |
| 9 августа 2011 года   | X6.9 |
| 7 марта 2012 года     | X5.4 |
| 25 февраля 2014 года  | X4.9 |
| 5 ноября 2013 года    | X3.3 |
| 14 мая 2013 года      | X3.2 |
| 24 октября 2014 года  | X3.1 |
| 13 мая 2013 года      | X2.8 |
| 5 мая 2015 года       | X2.7 |

Самые значительные геомагнитные возмущения этого цикла произошли 25 октября 2011 года (−147 нТл), 9 марта 2012 (−145 нТл), 15 июля 2012 (−139 нТл), 17 марта 2013 (−132 нТл), 17 марта 2015 (−222 нТл), 23 июня 2015 (−204 нТл), 20 декабря 2015 (−155 нТл), 28 мая 2017 (−125 нТл) и 26 августа 2018 года (−174 нТл). В скобках указан Dst-индекс (англ. Disturbance Storm Time Index) в пике. Остальные события по Dst-индексу в максимуме не достигали −125 нТл.